# Iglesia de San Pablo Apóstol (Burgos)
La iglesia parroquial de San Pablo Apostol es un templo católico levantado en el siglo XX en Burgos (Castilla y León, España). 
Finalizado en 1975, el templo está situado en la plaza de Roma, en el barrio de Gamonal. 
Es una construcción circular de grandes dimensiones. En sus muros presenta doce columnas y, en el interior, de cada una de ellas sale la punta de una gran estrella de escayola que decora el techo. Cada columna tiene a ambos lados un tramo de vidrieras modernas con representaciones simbólicas.
La parroquia celebra su fiesta el 25 de enero, Conversión del Apóstol Pablo, y para los jóvenes cuenta con la Asociación Juvenil San Pablo.

## Obras de arte
- Pila bautismal del siglo XIV, de estilo gótico, procedente de la iglesia de la localidad de Portilla.
- Obras del escultor burgalés José Ignacio Ruiz Martínez:[2]
  - Retablo del altar mayor, con un Cristo crucificado de grandes dimensiones sobre fondo de madera y tonalidades verdes.
  - Imágenes de San Pablo y de Santa María, talla en madera.
  - Sagrario, tallado en madera.